# حزب کمونیست فلسطین

تبلیغات حزب کمونیست فلسطین در طول جنگ جهانی دوم، در حمایت از ارتش سرخ

حزب کمونیست فلسطین (به ییدیش: פאלעסטינישע קומוניסטישע פארטיי، Palestinische Komunistische Partei، مخفف؛ عربی: الحزب الشیوعی الفلسطینی) یک حزب سیاسی در قیمومت بریتانیا بر فلسطین بود که در سال ۱۹۲۴ از طریق ادغام دو حزب کمونیست فلسطین تشکیل‌شد. در سال ۱۹۲۴ این حزب به عنوان بخش فلسطینی انترناسیونال کمونیست شناخته‌شد. در سالهای اولیه تشکیل، اعضای این حزب عمدتاً یهودی بودند.

## تاریخچه
در سال ۱۹۲۳، در کنگره حزب، موضع پشتیبانی به نفع جنبش ملی عرب به عنوان جنبشی «مخالف امپریالیسم انگلیس و محکومیت صهیونیسم و جنبش بورژوازی یهود متحد امپریالیسم انگلیس» اتخاذ شد، این حرکت باعث پیروزی این حزب و عضویتش کمینترن شد. این حزب همچنین با استقرار صهیونیست‌ها در فلسطین و هیستادروت و سیاست کار یهودیان آن مخالف‌بود.
در اواسط دهه ۱۹۲۰ حزب شروع به عضوگیری اعضای عرب کرد. کارل رادک، به عنوان رئیس بخش شرقی کمینترن، به حزب کمونیست فلسطین دستور داد که این حزب باید «به یک حزب کارگران عرب تبدیل شود که یهودیان می‌توانند به آن تعلق بگیرند.» به گفته منابع اطلاعاتی انگلیس، اولین عرب در سال ۱۹۲۴ به این حزب پیوست. در سال ۱۹۲۵ این حزب ۸ عضو عرب داشت. در آن سال این حزب با انجمن کارگران عرب فلسطین در تماس بود. همزمان حزب با بخشهای نخبه جامعه محلی عرب ارتباط برقرار می‌کند. به گفته فرد هالیدی، بسیاری از اعراب مسیحی به این حزب جذب شده‌اند زیرا آنها، ارتدوکس، احساس پیوندهای عاطفی با روسیه داشتند. نمایندگان حزب در کنفرانس لیگ علیه امپریالیسم در سال ۱۹۲۷ در بروکسل با پاول زیون درگیر شدند و یک بلوک ضد صهیونیستی با ملی گرایان عرب از فلسطین، مصر و سوریه در داخل اتحادیه تشکیل‌دادند.
با این حال، هنگامی که کمینترن در سال ۱۹۲۸ چرخش فوق چپ خود را انجام داد و همکاری با بورژوازی ملی در مستعمرات را محکوم کرد، روند تقویت حزب در میان جمعیت عرب متوقف شد. در سال ۱۹۳۰ کمینترن یک چرخش شدید دیگر انجام داد و از بخش فلسطینی خود خواست که به سرعت نمایندگی عرب را در میان کادرها و رهبران خود افزایش‌دهد.
در دسامبر ۱۹۳۹، حزب کمونیست فلسطین با استفاده از سازمان مقدماتی به نام حزب پرولتاریا ( به انگلیسی:Harishima Haproletarit) در انتخابات مجلس نمایندگان یهود در مأموریت فلسطین شرکت کرد. این حزب به‌طور غیرمنتظرع شکست‌خورد.
در زمان حکومت ژوزف استالین، مبارزان حزب در اتحاد جماهیر شوروی از تصفیه‌های سنگین رنج می‌بردند ، از جمله افراد نزدیک به رهبر حزب لئوپولد ترپر . دانیل آورباخ، یکی از بنیانگذاران حزب، به طرز وحشیانه ای مورد ضرب و شتم قرار گرفت و دیوانه شد. تپر، خود در سال ۱۹۲۹ توسط انگلیس از فلسطین اخراج و به اروپا منتقل شد. در طول جنگ جهانی دوم، وی هدایت حلقه جاسوسی ارکستر سرخ را بر عهده داشت.
در سال ۱۹۴۳ این حزب منشعب شد و اعضای عرب در سال ۱۹۴۴ لیگ آزادی ملی حزب کموکیست و NLL هر دو در ابتدا با طرح تقسیم طرح سازمان ملل برای تقسیم فلسطین مخالفت کردند، اما پس از تأیید اتحاد جماهیر شوروی، آن را پذیرفتند. حزب کمونیست فلسطین پس از تأیید تقسیم‌بندی در اکتبر ۱۹۴۷، نام خود را به ماکی، حزب کمونیست اِرتز اسرائیل تغییر داد. این اولین باری بود که کمونیستها از اصطلاح "Eretz Israel" ("سرزمین اسرائیل") به نام یک حزب استفاده می‌کردند. با این حال، این یک عمل گسترده در دستور فلسطین بوده‌است که هنگام ترجمه به عبری، "فلسطین" را به "Eretz Israel" ترجمه کند. این حزب هنوز پارتیشن‌بندی را به عنوان یک دور زدن موقت در مسیر رسیدن به یک حالت دو ملیتی می‌دانست. دو طرف در طول جنگ ۱۹۴۸ ارتباط برقرار کردند و پس از جنگ، NLL با ماکی (نام جدیدی که توسط مکی به معنای حزب کمونیست اسرائیل بود) در مرزهای کشور جدید ادغام‌شد.
از سال ۱۹۵۱ حزب کمونیست اردن فلسطینیان را در کرانه باختری سازمان داد در حالی که سازمان کمونیست جدید فلسطین اعضای خود را در شهر غزه بسیج کرد. در سال ۱۹۷۵ یک سازمان کمونیستی فلسطین به عنوان شعبه ای از حزب اردن در کرانه باختری تشکیل شد. در سال ۱۹۸۲ ارتباط خود را با اردن قطع کرد و با سازمانی در غزه ادغام شد تا به حزب کمونیست جدید فلسطین تبدیل شود. این حزب بعداً به حزب خلق فلسطین تبدیل شد. در سال ۱۹۸۷ به سازمان آزادی‌بخش فلسطین پیوست.